# Marek Masnyk
Marek Kazimierz Masnyk (* 1956 in Namysłów) ist ein polnischer Historiker und Rektor der Universität Opole.

## Leben
1971 bis 1975 besuchte Marek Masnyk das Technikum für Chemie in Sławięcice. Anschließend studierte an der Fakultät für Philologie und Geschichte der Pädagogischen Hochschule der Schlesischen Aufständischen (heute Universität Opole), welche er 1979 mit einem Magister abschloss und danach dort angestellt wurde. 1979 erfolgte seine Promotion, 1995 die Habilitation, beides an der Pädagogischen Hochschule. Seit 1996 hat er den Lehrstuhl für die Geschichte Schlesiens inne. Im selben Jahr bis 1999 war er Prodekan, 1999 bis 2005 und 2008 bis 2012 Dekan der Fakultät für Geschichte und Pädagogik in Opole. Im Jahr 2012 wurde Marek Masnyk zum Professor ernannt.
2016 wurde er Mitglied der Polnischen Akademie der Wissenschaften (PAN). Im selben Jahr 2016 stellte Marek Masnyk sich erfolgreich der Wahl zum Rektor der Universität Opole, 2020 wurde er für eine weitere 4-jährige Amtszeit gewählt. Zusätzlich ist er in der Politik aktiv und gewann 2018 einen Sitz im Stadtrat Opoles.